# Aleksandr Rodionov (volley-ball)
Pour les articles homonymes, voir Aleksandr Rodionov.
Aleksandr Aleksandrovitch Rodionov est un joueur russe de volley-ball né le 20 juillet 1990 à Gorki (oblast de Nijni Novgorod, alors en URSS). Il mesure 2,05 m et joue central.

## Clubs
| Club       | De        | À   |
| ---------- | --------- | --- |
| Oural Oufa | 2012-2013 | ... |

## Palmarès
- Challenge Cup
  - Finaliste : 2013
- Championnat de Russie
  - Finaliste : 2013